# Kazincbarcika tömegközlekedése
Kazincbarcika tömegközlekedése 3 helyi, 5 távolsági, 44 regionális autóbuszvonalból és a Miskolc–Bánréve–Ózd vasútvonalból áll, amelyet a MÁV Személyszállítási Zrt. üzemeltet.

## Autóbusz

### Helyi

#### Története
Kazincbarcika első helyi autóbuszjárata 1954-ben indult útjára Újváros – Vasútállomás viszonylaton. A vasúton érkezőket fakaruszok juttatták fel az új iparvárosba. Évekkel később a fakaruszokat Ikarus 30, 31, 66, 620, 630 autóbuszok váltották. Kezdetben a Rákóczi tér elől indultak, majd az Irinyi János Szakközépiskola 1961-es felépítése után a mellette kialakított fordulótól, 1973-tól az Egressy Béni út végén átadott autóbusz-állomásról vannak az indítások napjainkig. Ekkortól a település Ikarus 180-as csuklósokkal és több 200-as sorozatú busszal is rendelkezett.
Az 1960-as évek második felében 7 vonal létezett:
- 1: Újváros – BVK
- 2: Újváros – Felső-Barcika – BVK – Hőerőmű
- 2A: Újváros – Berente – Hőerőmű
- 2B: Újváros – Könnyűbetongyár – Hőerőmű
- 3: Újváros – Vasútállomás
- 4: BVK – Újváros – Herbolya
- 5: Újváros – Felső-Barcika

1978 során a járatok száma több, mint duplájára nőtt. Újonnan ezek közlekedtek:
- 1A: Központi iskola ‒ BVK
- 6: Autóbusz-állomás – Táncsics Mihály utca – BVK
- 7: Autóbusz-állomás – Habselyem
- 8: Autóbusz-állomás – ÉRV II. telep
- 8A: Autóbusz-állomás – Dimitrov Általános Iskola
- 21: Autóbusz-állomás – BVK ‒ Berente, kultúrház
- 21A: Autóbusz-állomás – BVK ‒ PVC-gyár
- 22: Autóbusz-állomás – Hőerőmű – Berente, kultúrház
- 23: Autóbusz-állomás – Szabó Lajos út – BVK – PVC-gyár
- 23A: Autóbusz-állomás – Szabó Lajos út – BVK
- 24: Autóbusz-állomás – Bányagépjavító
- 26: Herbolya, Terv-táró – Berentebánya

Az idők során az egyes vonalak egyre magasabb menetszámmal rendelkeztek. Iparát tekintve az 1980-as években érte el Kazincbarcika a csúcsát, rengeteg fiatal költözött a szocialista városba a magasszintű oktatás, a munkalehetőség és a jobb életszínvonal miatt. A rendszerváltást követő 5. évben rendelkezett a legtöbb járattal:
- 1, 2, 3, 4, 4B, 4C, 5, 6, 6Y, 7, 8, 8B, 9, 20, 21, 21A, 21B, 22, 22A, 22B, 22C, 23, 23A, 23B, 24, 42

1999 folyamán Berente község levált Kazincbarcikáról, a járatok nagy része elszakadt a helyi közlekedéstől, hanyatlásnak indult az egész hálózat. Mindeközben a Borsod Volán Zrt. vette át ennek az üzemeltetését, a vonalak száma, az üzemek száma és az igény is tovább csökkent, jellemzően szóló autóbuszok maradtak a mindennapok kiszolgálására. 2010-ben a Habselyem gyár bezárásával a 7-es vonal megszűnt, mint ahogy az ÉRV II. telephez járó munkanapi egy járat is, a 8-as vonal egyedüli képviselőjeként.

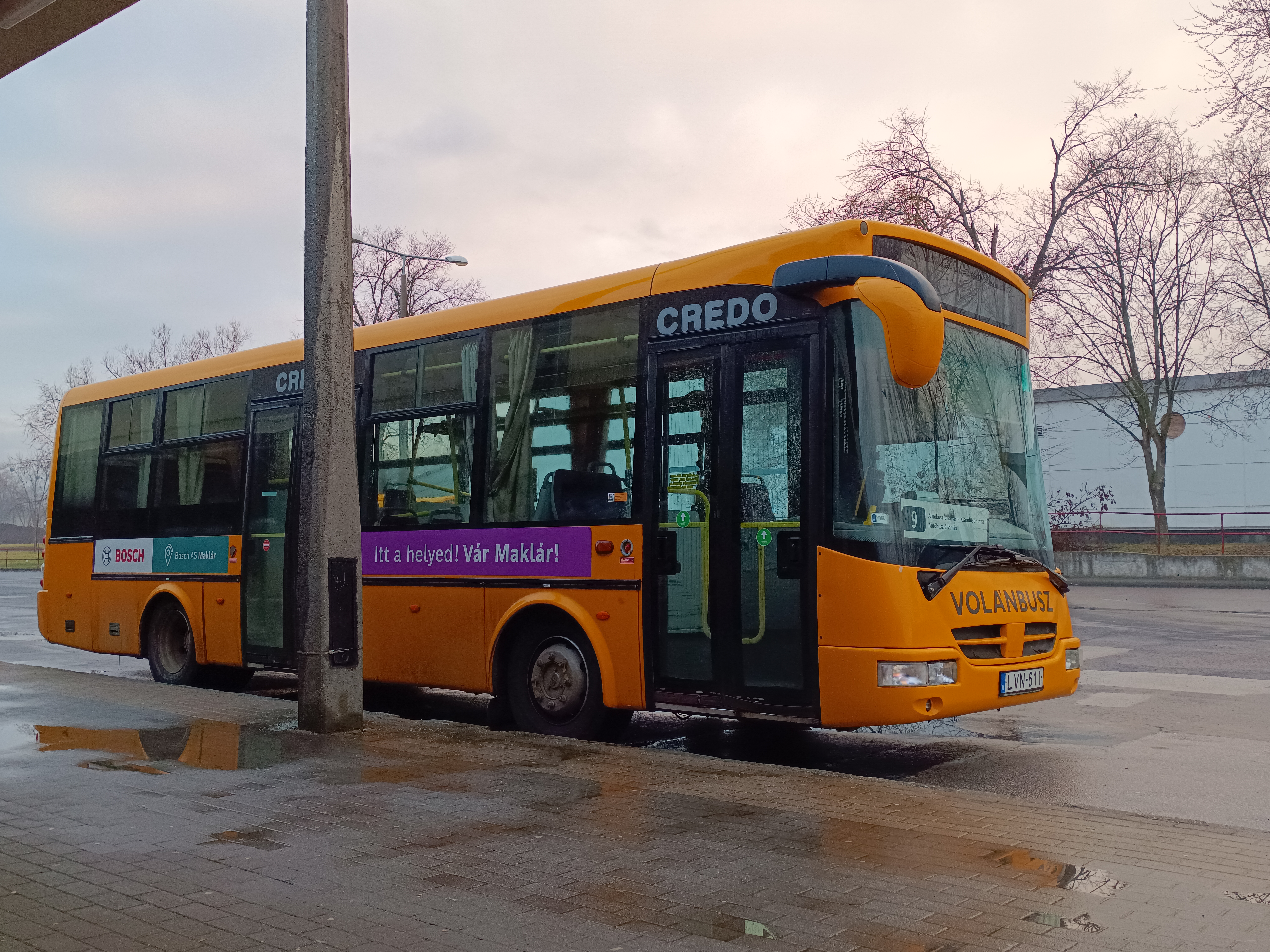
A város viszonylatait ma az LVN-611 teljesíti

2013-ban kettő BorsodChemhez közlekedő járat is inaktív lett, az 1-es és a 6-os is. Míg előbbi az Építők és a Jószerencsét utakon jutott le az állomásra, addig utóbbi a Május 1., Attila, Táncsics, Hadak utakon. Helyettük az évben utolsóként egy új busz, a 3B busz létrejött, mely az Autóbusz-állomás – Vasútállomás viszonylaton robogott, de az imént említett Táncsics utca irányába. 2015-ben szolgáltatóváltás történt, a Borsod, a Hajdú és a Szabolcs Volán beolvadt az ÉMKK-ba. 2019-es fennállásáig kisebb járatsűrítések, ritkítások történtek kizárólag. Október 1. dátummal a Volánbusz üzemeltette Kazincbarcika autóbuszos közlekedését 2024. december 31-ig, amely dátumtól a MÁV Személyszállítási Zrt.

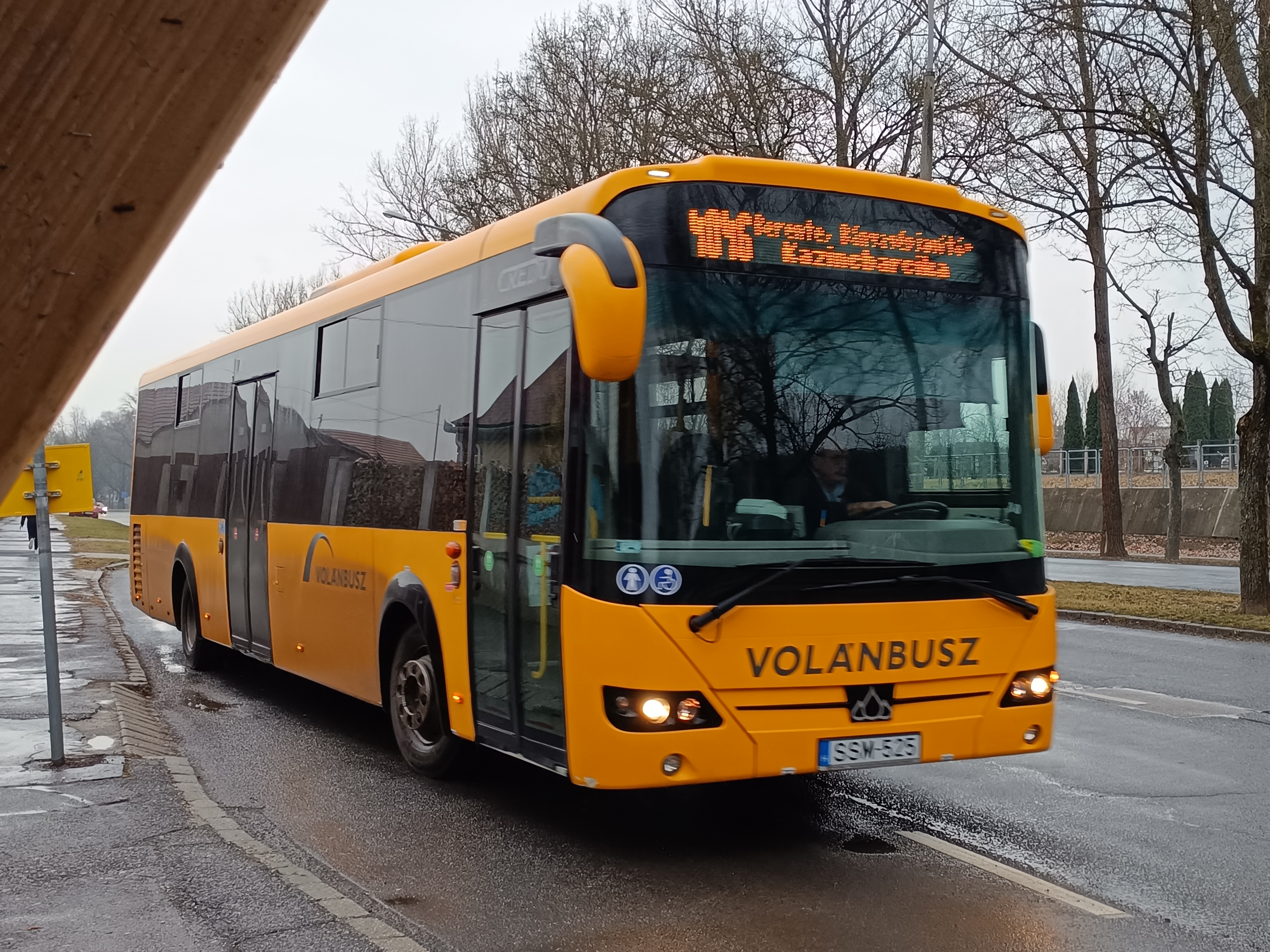
A helyi járatokat pótló 4046-os vonalon Credo ingázik

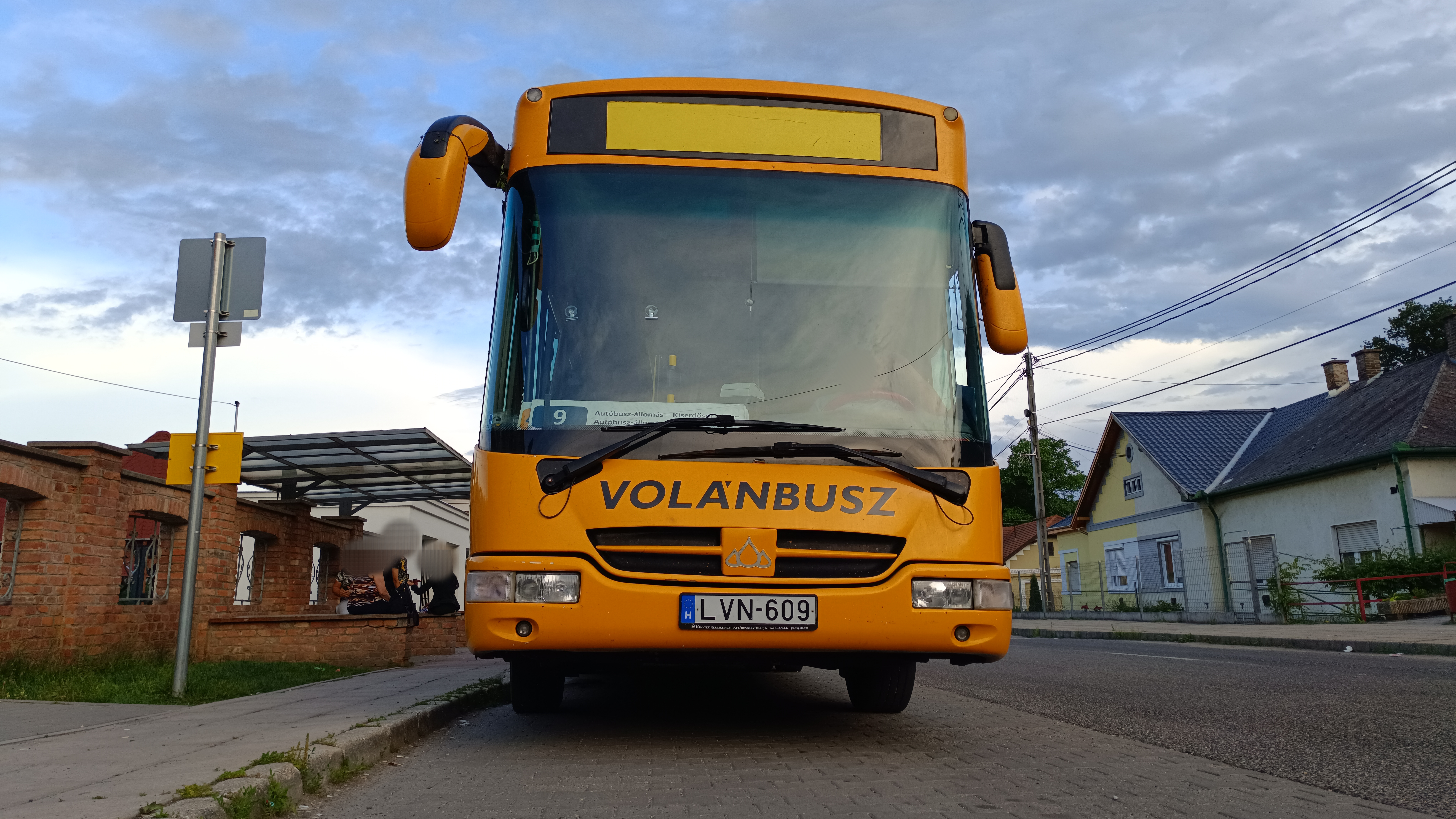
Az LVN-609-es Credo EN 9,5 is besegít

2024. január 1-től önkormányzati döntés alapján jóval kevesebb buszjárat közlekedik a jövőben. Többek között a legfiatalabb, 3B vonal is megszűnt, de a munkanapi 19 párral rendelkező 4-es, herbolyai járat, a 4C, a 23-as és a 42-es buszok is legutoljára december 31-én indultak útjukra. A helyi közlekedés nélkül maradt részeket regionális autóbuszok szolgálják ki ezentúl.
Az alábbi drasztikus változások léptek érvénybe:
- 3 vonal maradt:
  - A 3-as vasútállomási busz kizárólag munkanapokon, 3 párral közlekedik.
  - A 4B jelzésű Herbolya ➝ Kertváros ➝ Autóbusz-állomás viszonylatot tanítási napokon 1 pár helyett csak 1 oda tartó járat szolgálja.
  - A 9-es, pincesori busznak naponta 2 indulása van, körjárat funkióját megtartotta, a város ezen részét kizárólag ez a járat keresi fel.
- A helyi járatok helyetti helyközi közlekedés:
  - A vasútállomást érintők: 4048, 4070, 4075, 4080, 4083
  - Herbolyát érintők: 3765, 3766, 3767, 4052, 4060, 4069
- A 4C, a 23-as és a 42-es buszok helyett a 4046-os autóbuszjáratot hozták létre.
- A regionális vonalakra a helyközi közlekedésben elfogadott valamelyik menetjegyfajta (menetjegy, megyebérlet, országbérlet...) szükséges.

#### Díjszabás
Jelenleg az egyszeri menetjegy 250 Ft, bármelyik szakaszon.
Az összvonalas helyi bérlet 3270 Ft, a tanuló és a nyugdíjas 1270 Ft. Míg az első félhavi bérlet 1630 Ft, addig a második félhavi 1990 Ft-ba kerül.
Kutyaszállítás megegyezik a menetjegy árával, 250 Ft.

#### Járműállomány
2 Autosan H7-20.07 magaspadlós midibusz (2009)
20 Credo EN 9,5 alacsonypadlós midibusz (2010-2011)
2 Ikarus 80e alacsonypadlós elektromos midibusz (2023-2024)
1 Ganz-SOR EBN8 alacsonypadlós elektromos midibusz (2024)

### Regionális
Kazincbarcikán 1955-ben indult el a regionális autóbuszközlekedés Miskolc és Kazincbarcika között. A III. számú forgalmi telephely városából az egész környék kiszolgáltatott 44 regionális vonalon, ezek Miskolc, Edelény, Rudabánya, Putnok, Ózd, Dédestapolcsány, Eger és Tardona felé vezetnek. Miskolccal nagyon sűrű, napi 70 pár járatos összeköttetésben van, de hasonlóan a környék kisvárosaiba, nagyközségeibe magas indításszámmal lehetséges az eljutás.
A város kettő autóbuszos állomással rendelkezik:
- Az egyik az évtizedek óta üzemelő Egressy úti autóbusz-állomás, ahonnan főként az összes járat útjára indul. 8 peronnal rendelkezik, ebből 6 peronról indítások történnek, 2-re érkező buszok mennek.
- A másik az innen 4 kilométerre fekvő, kisebb, egykori Borsodi Vegyi Kombinát mellett elhelyezkedő, mára már Szent Flórián tér autóbusz-váróterem nevet viselő állomás. Évekkel ezelőtt 9 peronjából 3-at parkolóvá átalakítottak. A megmaradt 6-ból 3-ra a vidék felé közlekedők érkeznek, a másik 3-ra a város felé hajtók állnak be. A városon áthajtó összes távolsági vonalnak útjába esik, valamint a Berentéről induló és oda érkező munkásjáratok az összes esetben érintik.

#### Járműállomány

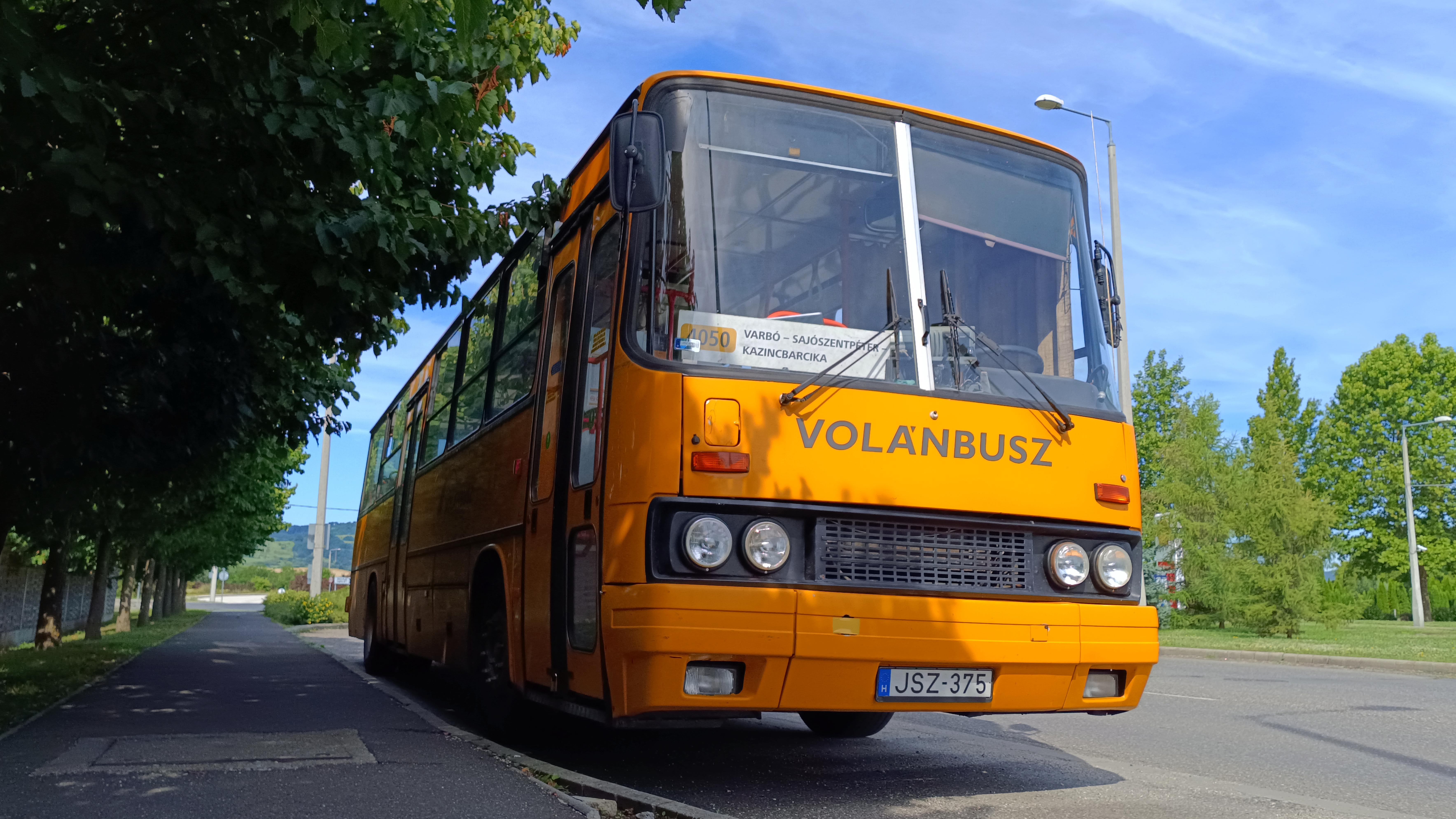
2024-es retrózás: ózdi tartalékos Ikarus 256

A Borsod Volán idejében az alábbi autóbuszok voltak megtalálhatóak nagyobb számban:
- Alfa Regio
- Credo EC 12
- Ikarus 256
- Ikarus 260
- Ikarus 266
- Ikarus 280
- Ikarus C56
- Ikarus EAG
- Ikarus E127
- Ikarus E134
- MAN SL283
- Mercedes-Benz Conecto
- Mercedes-Benz Conecto G

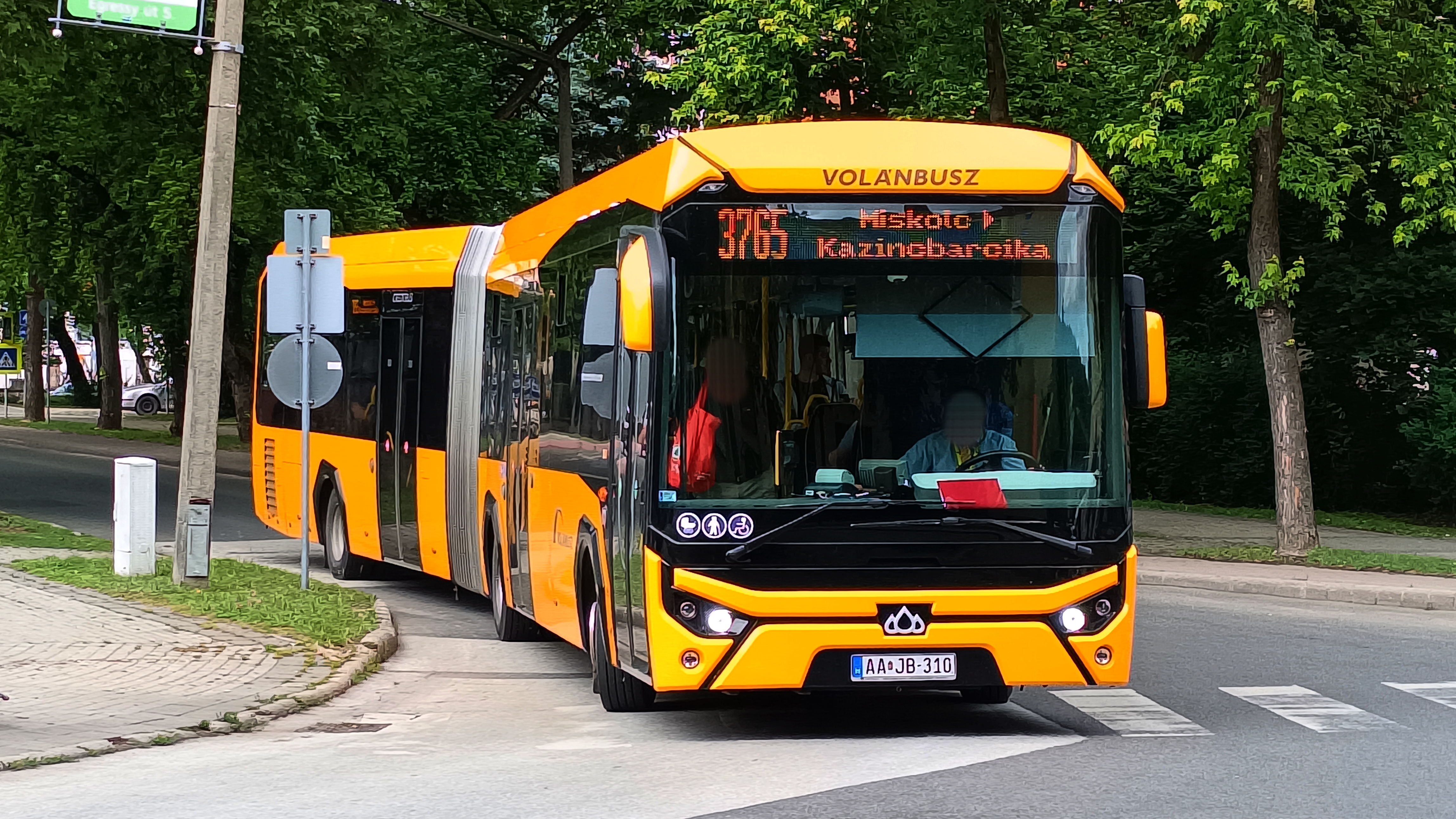
A megyébe összesen 32, ebből a barcikai telephelyre 6 darab Econell 18 Next csuklós érkezett még 2023 közepén

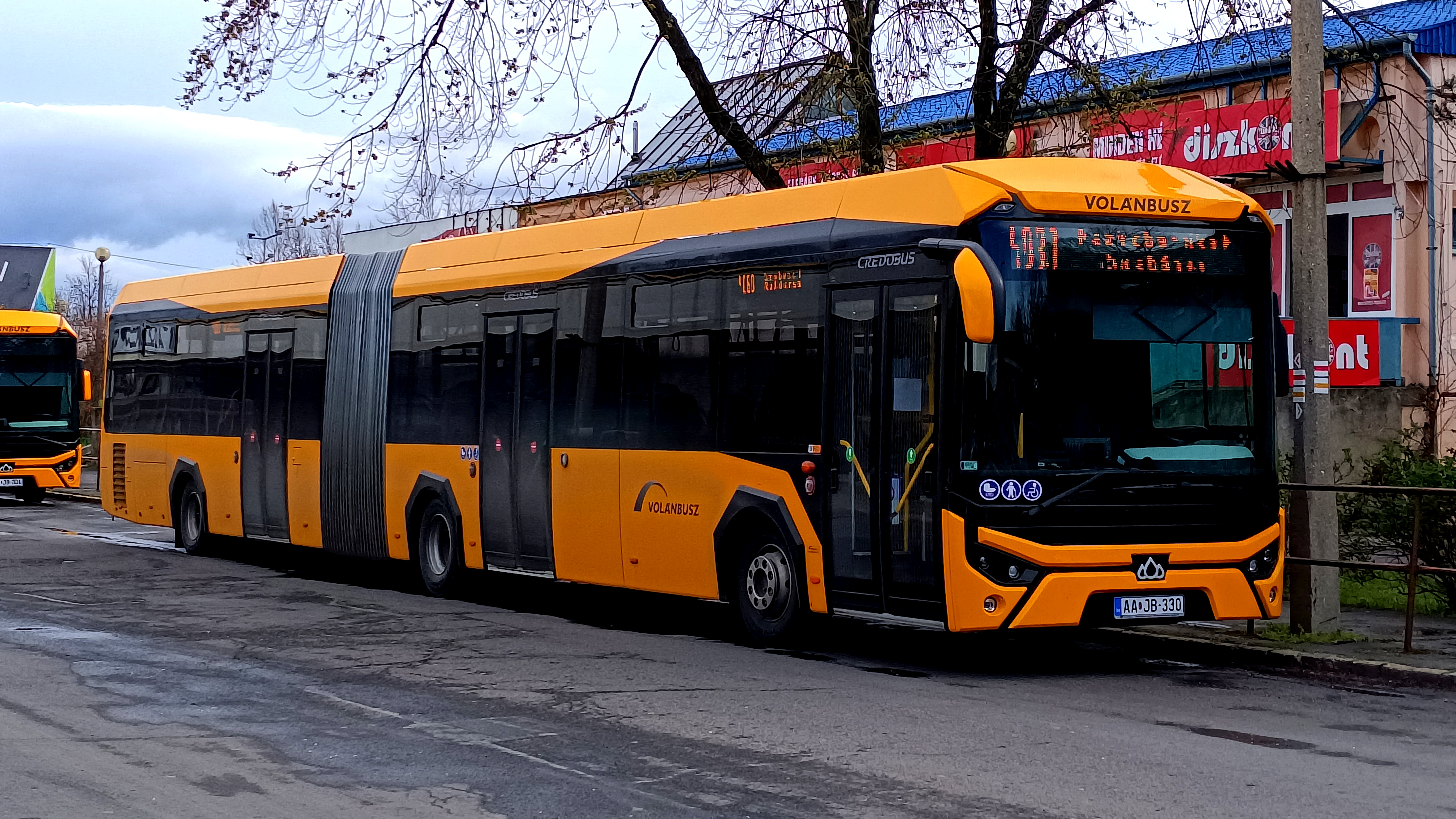
A rudabányai vonalon ingázik egy-kettő

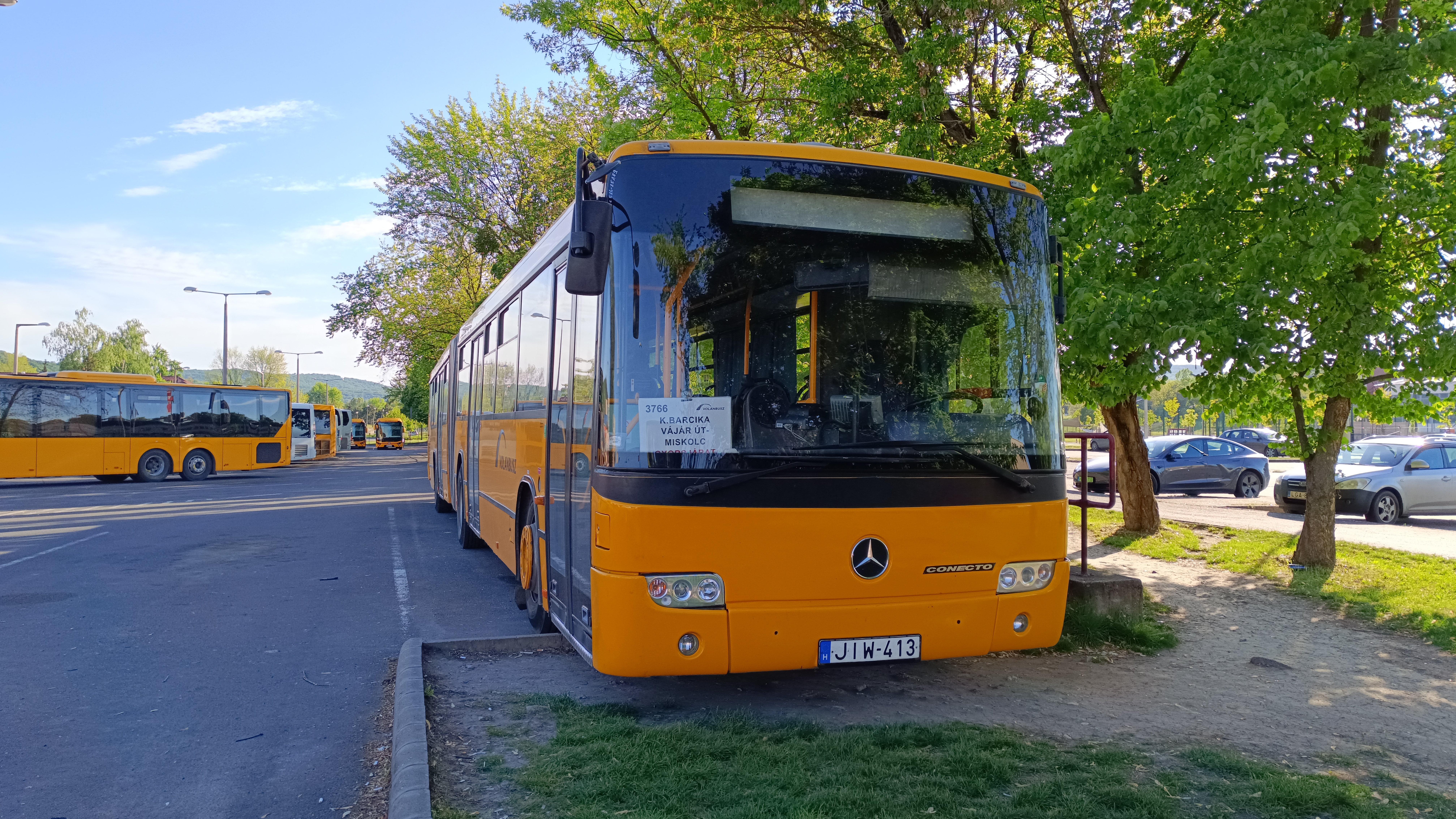
Mercedes-Benz Conecto néha besegíti a csuklós fordákat

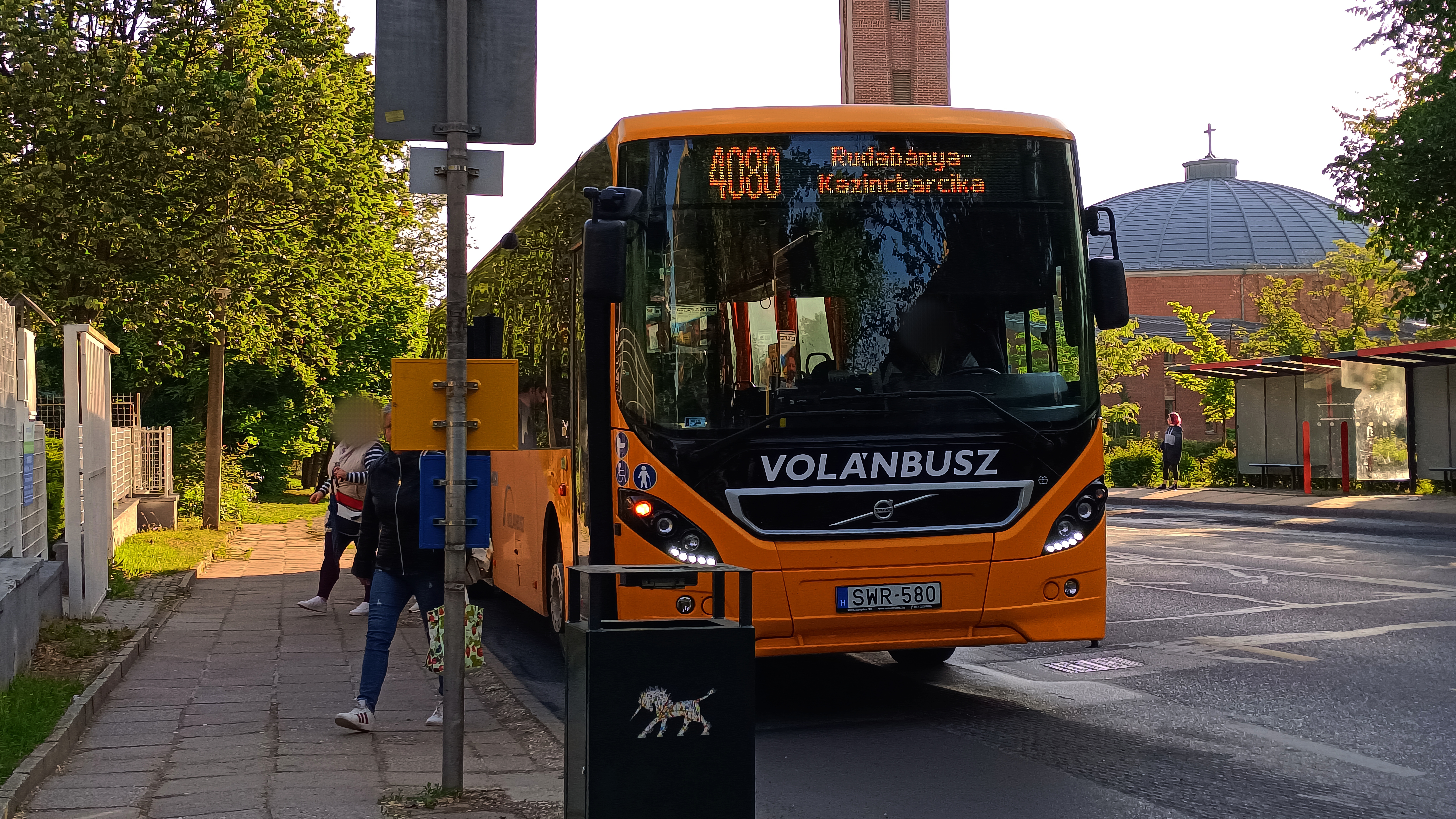
A reggeli életnek szereplője a Volvo 8900 egyike

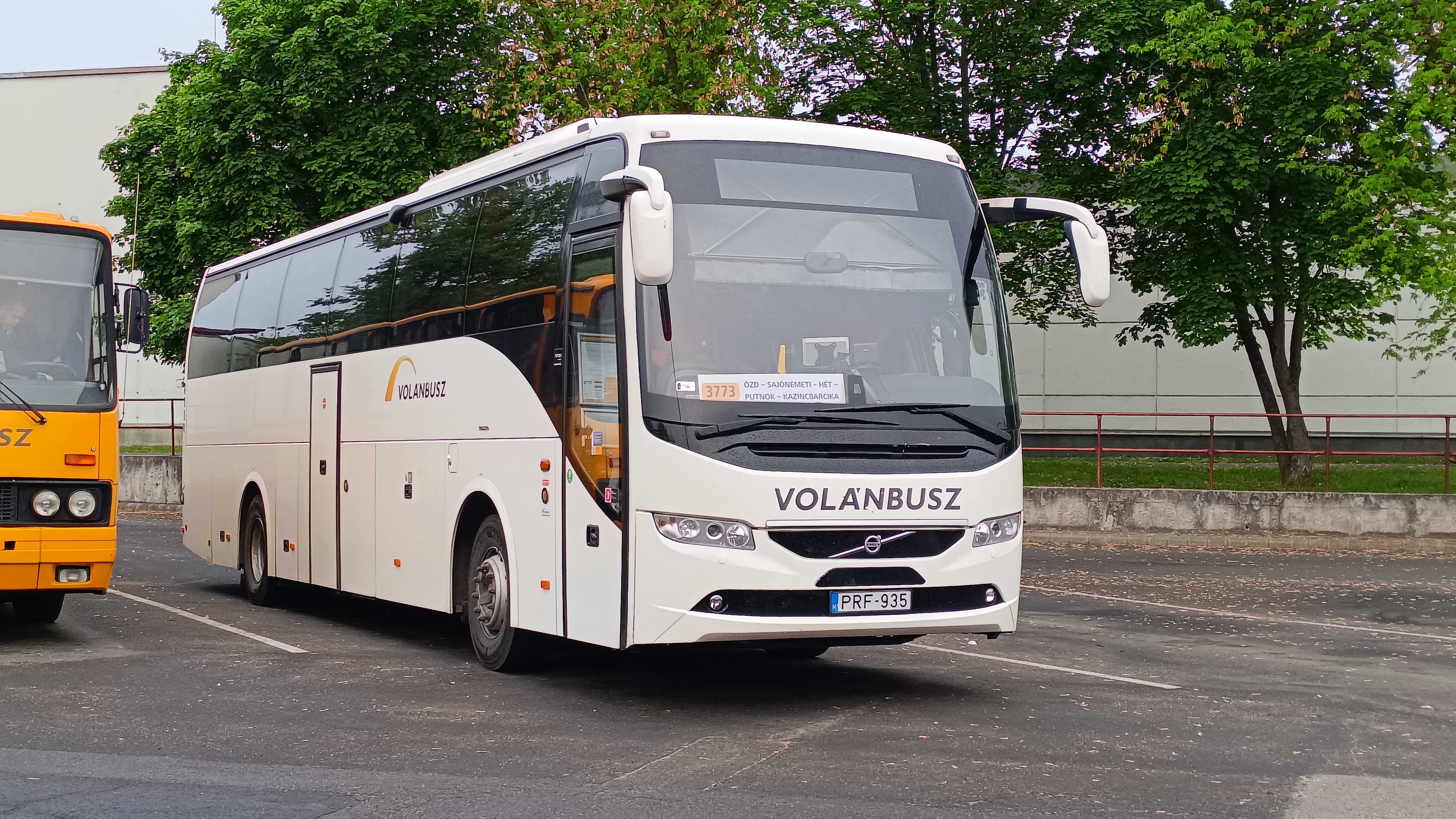
Az egykoron FlixBusos autóbusz itt is végállomásozik

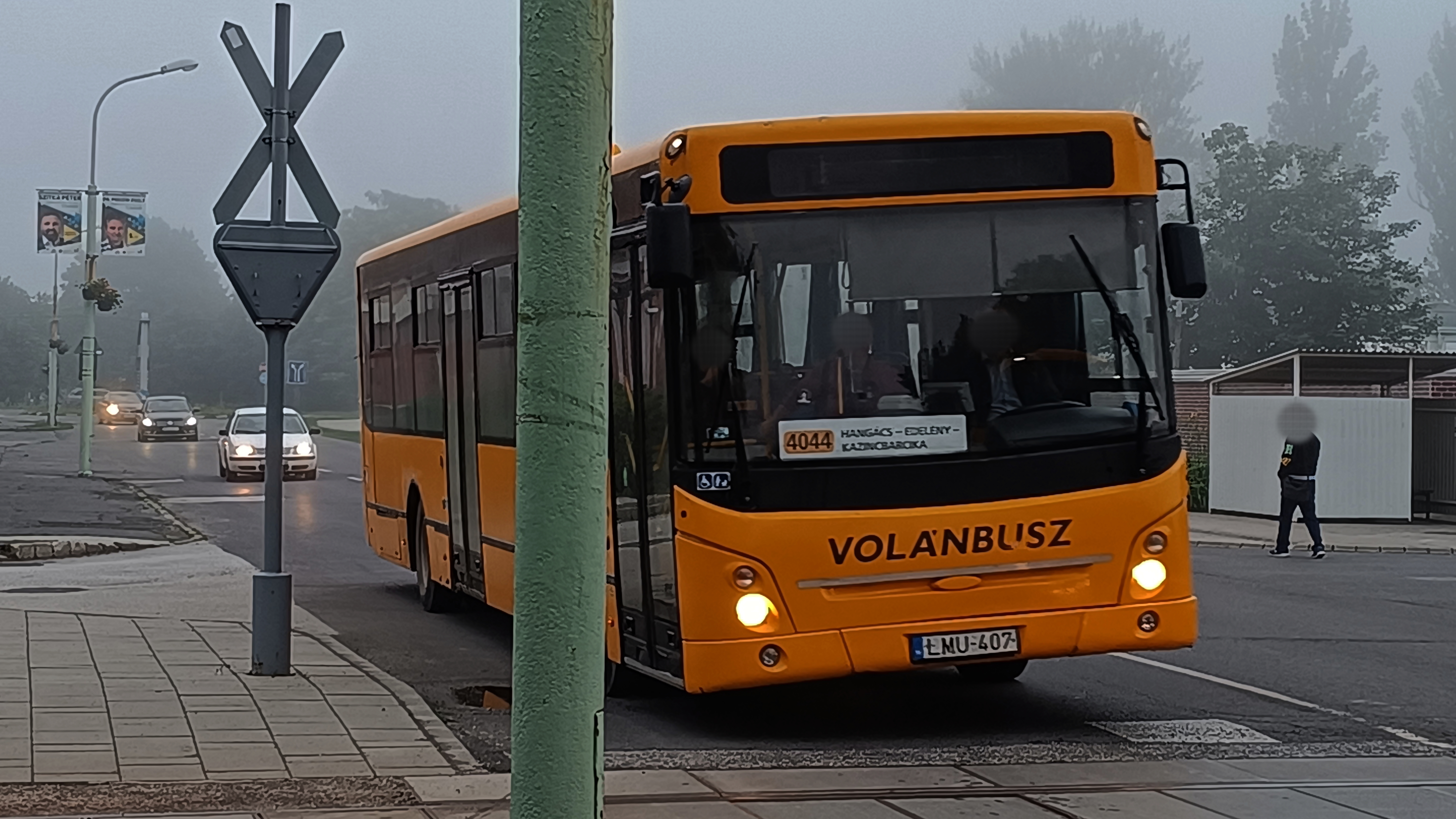
Hangácsról érkezik a BVK-hoz

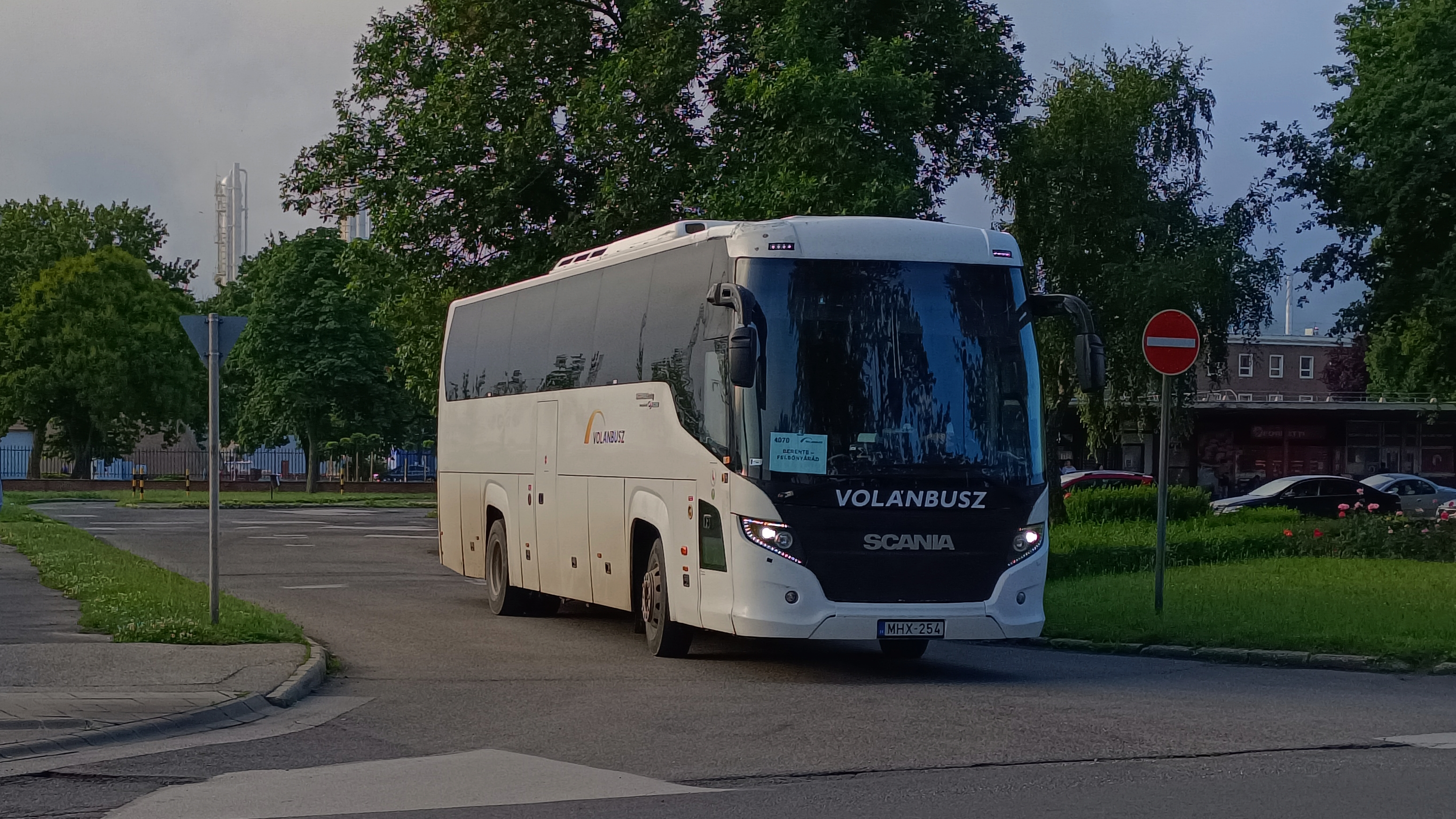
Néhanapján Scania is teljesít viszonylatot

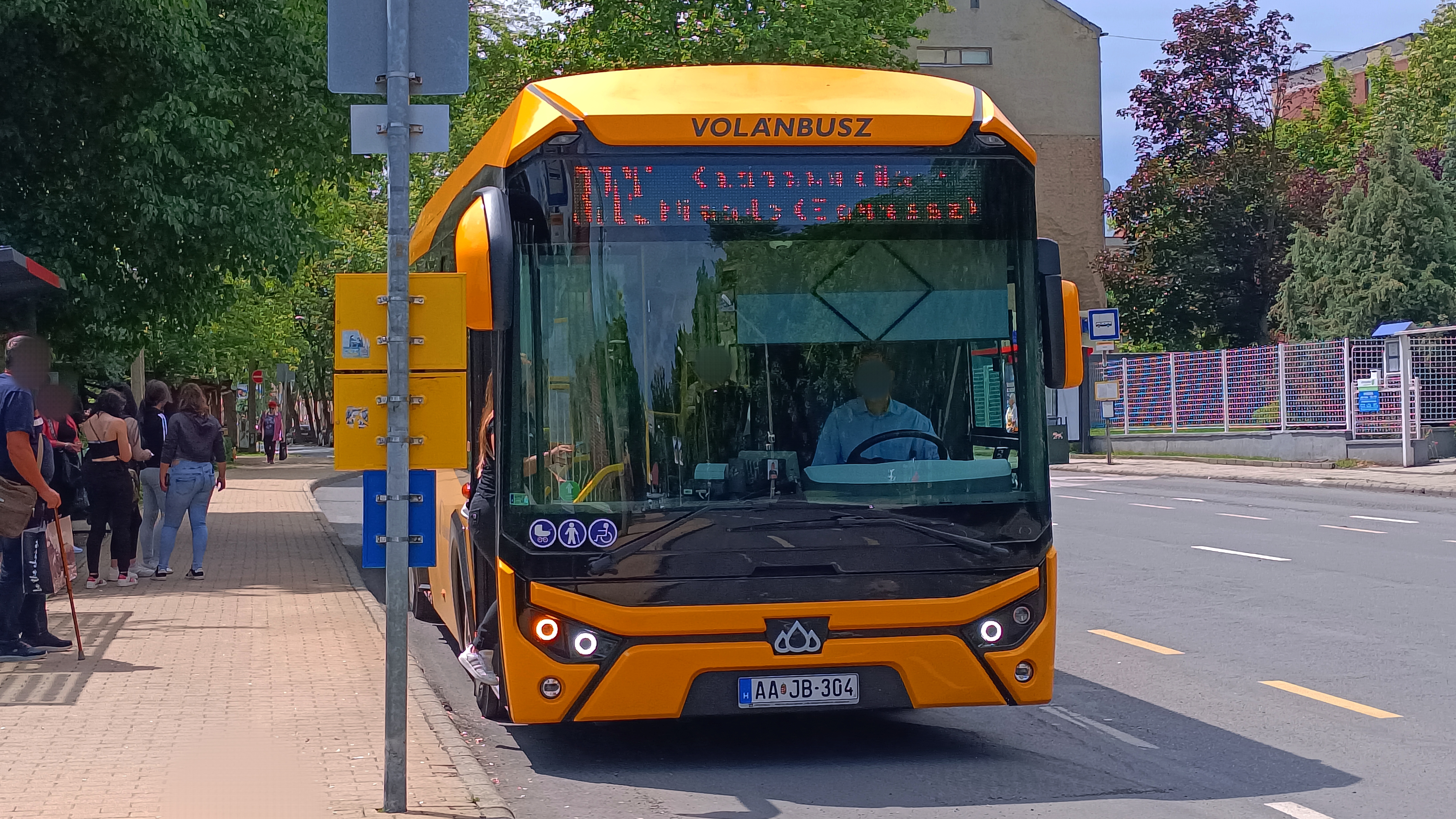
Miskolci expresszjárat

Az ÉMKK időszaka alatt a járműállomány mindössze a Credo Econell 12 (NZM, PIG rendszámsorozat) első fajtáiból bővült, majd Ikarusokat kezdtek selejtezni. A Volánbusz idejében, 2020-ban is javában közlekedtek még az egykori magyar buszok, az évek alatt cserélték le ezen szólókat és csuklósokat. Napjainkban még tartalékként Ózdon van egy 256-os, a zempléni régióban pedig törzsjárművek még egyes darabok.
2025. januárjával MÁV Személyszállítási Zrt. néven új szolgáltató alakult az országos lefedettségű Volánbusz Zrt., a MÁV-START Zrt. és a budapesti helyiérdekű vasutakat üzemeltető MÁV-HÉV Helyiérdekű Vasút Zrt. egybeolvasztásával. Ennek célja a még emberközpontúbb tömegközlekedés biztosítása az eddig is autóbuszt vagy vasutat igénybevevő népnek. Gyökeres változások nem léptek életbe, azaz a forgalomban levő buszok listája és a helyközi menetrend nemigen változott.

A kazincbarcikai autóbusz-állomáson általában ezek az autóbusztípusok lelhetőek fel, illetve ezek tartoznak a körzetéhez:
- Alfa Regio
  - FKE-799
  - NOC-287
- Credo Econell 12
  - NZM-436, 442 – 443
  - PIG-491 – 492, 500
  - RTR-832 – 841
  - SSM-581
- Credo Econell 18 Next (AA JB-327 – 332)
- Credo Inovell 12 (AA DS-276)
- Ikarus E127
- Ikarus E134
- Irizar Century (FLR-814)
- Mercedes-Benz Conecto G (KEZ-568)
- Mercedes-Benz Intouro (NRL-950)
- Neoplan Tourliner
  - RLT-915
  - SEF-373
- Volvo 8900 (SWR-579 – 580)

#### Autóbuszvonalak
| Viszonylat száma | Viszonylat                                                                  |
| ---------------- | --------------------------------------------------------------------------- |
| 3408             | Eger – Szilvásvárad – Kazincbarcika                                         |
| 3756             | Miskolc (Diósgyőr) – Varbó – Sajószentpéter – Kazincbarcika                 |
| 3763             | Kazincbarcika ➝ Miskolc (Egyetem)                                           |
| 3764             | Miskolc (Tiszai) – Kazincbarcika                                            |
| 3765             | Miskolc – Sajóbábony – Sajószentpéter – Kazincbarcika                       |
| 3766             | Miskolc – Sajószentpéter – Kazincbarcika (Vájár út)                         |
| 3767             | Miskolc – Sajószentpéter – Kazincbarcika (Herbolya)                         |
| 3769             | Rudabánya ➝ Kazincbarcika ➝ Miskolc                                         |
| 3770             | Miskolc – Kazincbarcika – Putnok – Ózd – Borsodnádasd                       |
| 3772             | Kazincbarcika – Edelény – Hangács – Boldva – Miskolc                        |
| 3773             | Miskolc ➝ Kazincbarcika – Putnok – Ózd                                      |
| 4040             | Kazincbarcika – Múcsony – Edelény                                           |
| 4041             | Kazincbarcika – Edelény – Meszes – Viszló                                   |
| 4043             | Kazincbarcika – Edelény – Balajt – Abod (Királykút)                         |
| 4044             | Kazincbarcika – Edelény – Hangács                                           |
| 4045             | Kazincbarcika – Berente, Szennyvíztisztító telep                            |
| 4046             | Kazincbarcika – Berente                                                     |
| 4047             | Berente ➝ Kazincbarcika                                                     |
| 4048             | Kazincbarcika – Berente                                                     |
| 4050             | Kazincbarcika – Sajószentpéter – Kondó – Varbó                              |
| 4052             | Berente – Kazincbarcika – Tardona                                           |
| 4057             | Kazincbarcika ➝ Sajókaza ➝ Putnok                                           |
| 4058             | Mályinka ➝ Kazincbarcika ➝ Berente                                          |
| 4059             | Kazincbarcika – Mályinka – Nekézseny                                        |
| 4060             | Kazincbarcika – Sajókaza – Dédestapolcsány – Mályinka                       |
| 4061             | Berente – Kazincbarcika – Sajókaza – Dédestapolcsány – Mályinka – Nekézseny |
| 4062             | Berente – Kazincbarcika – Putnok – Sajóvelezd                               |
| 4063             | Berente – Kazincbarcika – Putnok – Gömörszőlős                              |
| 4065             | Kazincbarcika – Sajóivánka – Sajógalgóc – Putnok                            |
| 4066             | Kazincbarcika – Sajóivánka – Sajókaza – Sajógalgóc                          |
| 4067             | Berente – Kazincbarcika – Sajókaza ⭠ Sajógalgóc                             |
| 4069             | Kazincbarcika ➝ Szuhakálló – Sajókaza – Kazincbarcika                       |
| 4070             | Kazincbarcika / Berente – Kurityán – Szuhafő                                |
| 4075             | Kazincbarcika / Berente – Felsőnyárád – Aggtelek                            |
| 4078             | Aggtelek➝ Imola ➝ Ragály ➝ Kazincbarcika                                    |
| 4079             | Kazincbarcika ➝ Ragály ➝ Imola ➝ Aggtelek                                   |
| 4080             | Kazincbarcika – Rudolftelep – Rudabánya – Kánó                              |
| 4081             | Berente – Kazincbarcika – Rudabánya – Jósvafő-Aggtelek vá. – Aggtelek       |
| 4082             | Kazincbarcika / Berente – Rudabánya – Szalonna – Meszes                     |
| 4083             | Kazincbarcika – Rudabánya – Szendrő – Rakaca – Viszló                       |
| 4084             | Kazincbarcika – Ormosbánya – Jósvafő-Aggtelek vá.                           |
| 4153             | Ózd ➝ Csokvaomány ➝ Sáta ➝ Mályinka ➝ Kazincbarcika                         |
| 4154             | Kazincbarcika ➝ Tardona ➝ Sáta ➝ Csokvaomány ➝ Ózd                          |
| 4194             | Kazincbarcika ➝ Putnok – Sáta – Nekézseny – Szilvásvárad                    |

### Távolsági / országos
A város mindig is rendelkezett hosszabb távú autóbuszvonalakkal. 2006 környékén nemzetközi, Szlovákia felé tartó rendszeres járatok is léteztek Kazincbarcikáról. A 2010-es évek során közvetlen eljutás biztosított volt többek között Berettyóújfalura, Gyöngyösre, Budapestre (több útvonalon) és Salgótarjánba is. Ezek közül pár lehetőség megszűnt, 2024-ben Budapesttel és Egerrel ütemezett összeköttetésben van, Salgótarján, Pétervására, Nyíregyháza, Hajdúnánás és Tiszaújváros naponta, Debrecen munkaszüneti napokon átszállásmentesen felkereshető.

#### Járműállomány

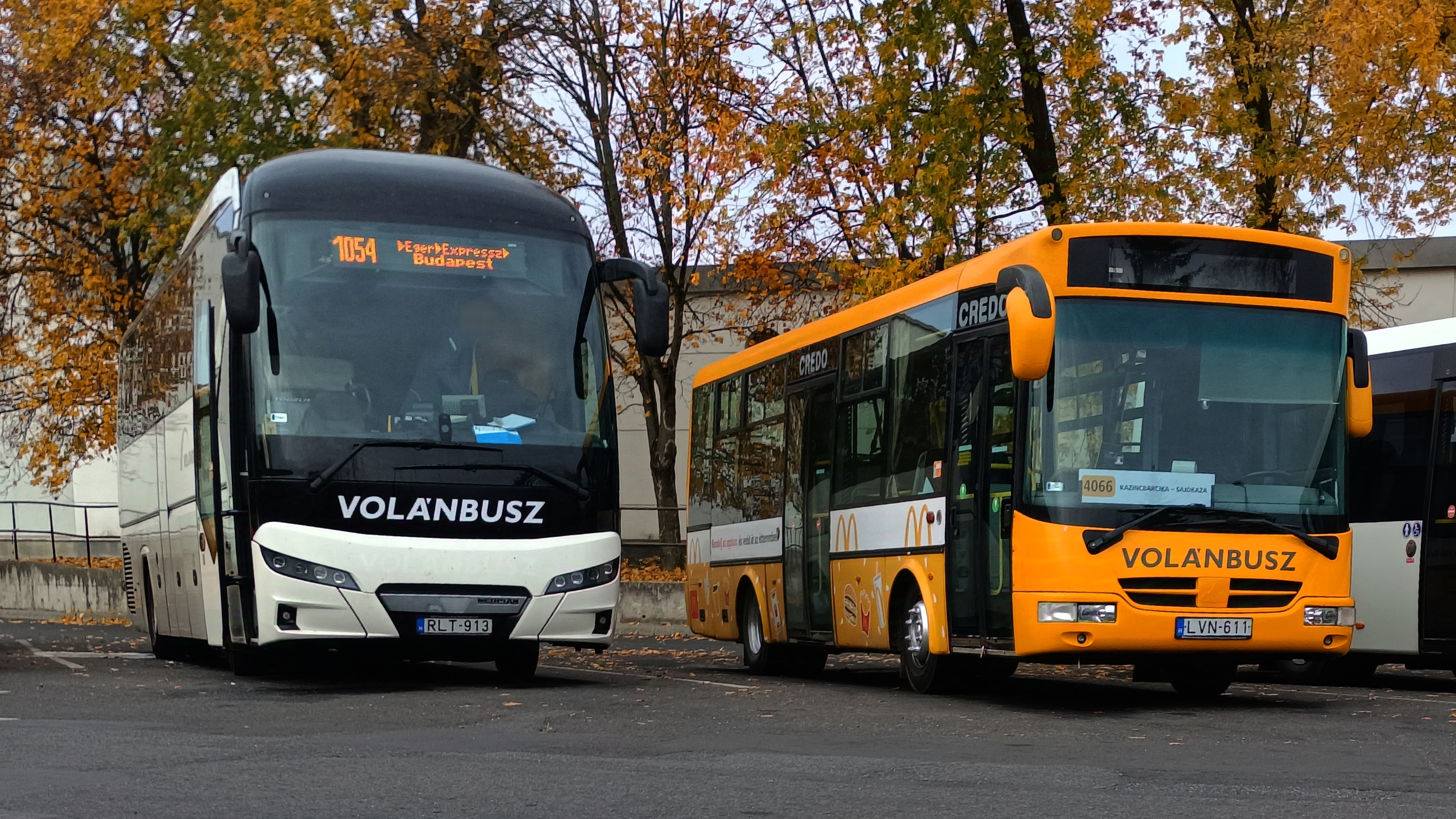
Neoplan áll együtt Kazincbarcika helyijárati buszával

A Borsod Volán üzemeltetése alatt leginkább Ikarus 256, 260 és 263-asok, valamint az ÉMKK idejében Scania Touring buszok távolságiztak, mára többek között Credo Inovell 12, Mercedes-Benz Intouro, Neoplan Tourliner és Volvo 9700 típusú magaspadlós autóbuszok teszik meg ezeket a távokat.

#### Autóbuszvonalak
| Viszonylat száma | Viszonylat                                               |
| ---------------- | -------------------------------------------------------- |
| 1054             | Budapest – Eger – Szilvásvárad – Kazincbarcika – Jósvafő |
| 1369             | Ózd – Miskolc – Tiszaújváros – Hajdúnánás – Nyíregyháza  |
| 1384             | Miskolc – Ózd – Pétervására – Salgótarján                |
| 1410             | Debrecen ➝ Tiszaújváros ➝ Miskolc ➝ Ózd                  |
| 1411             | Ózd ➝ Miskolc ➝ M3-as autópálya ➝ Debrecen               |

## Vasút

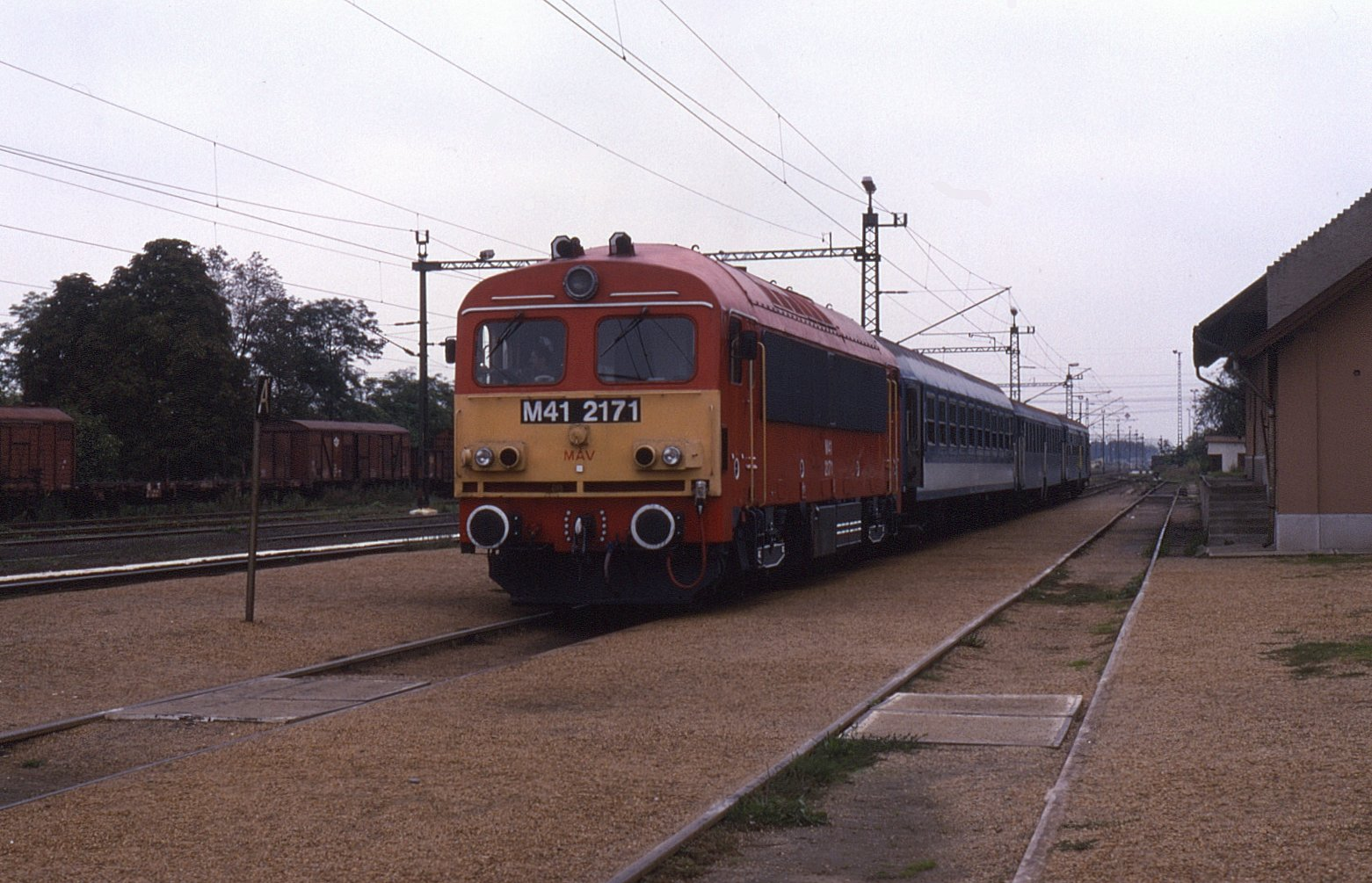
1996-ban M41-es dízelmozdony az állomáson

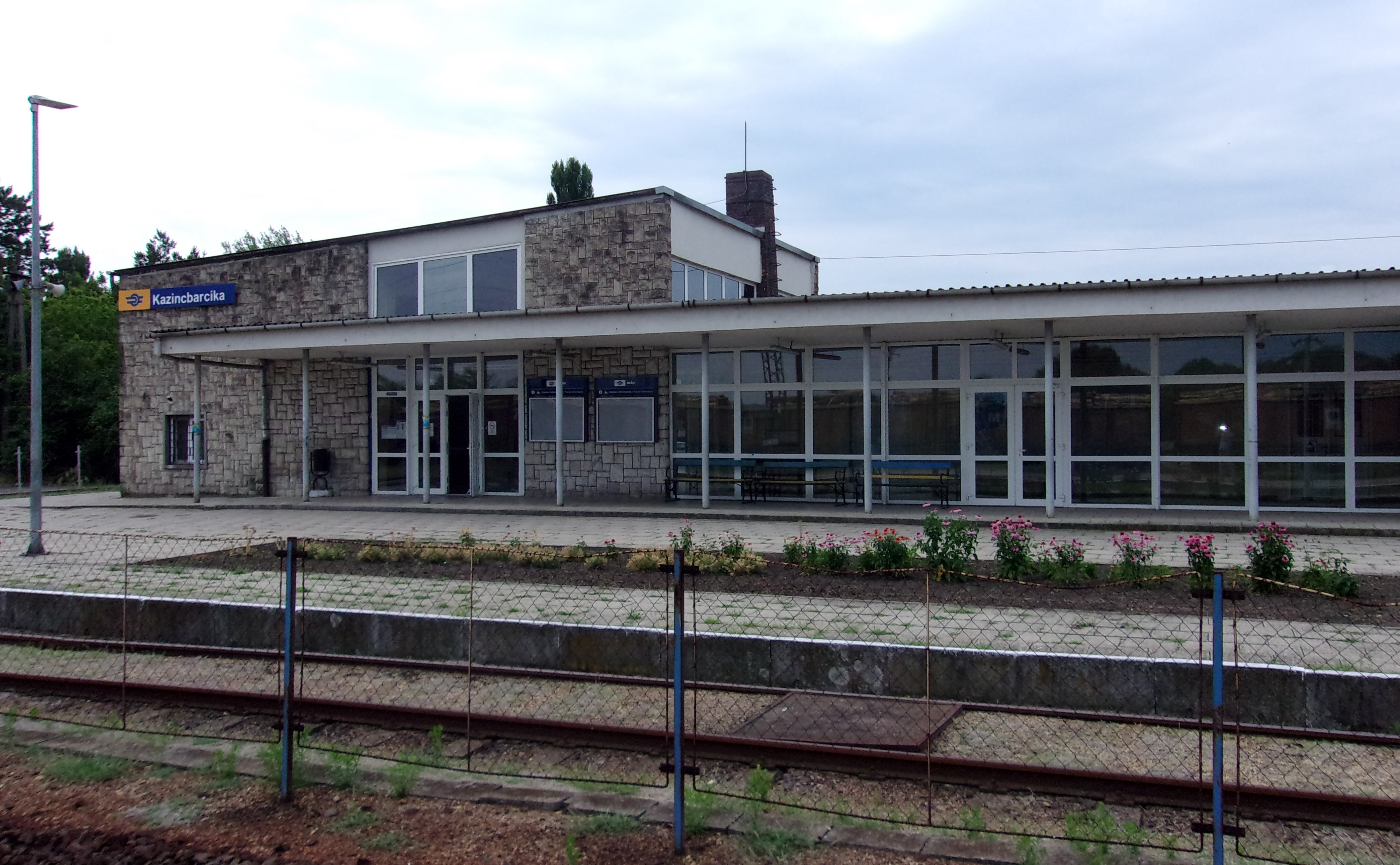
2022-es kinézete

Barczika vasútállomása 1881-ben nyílt meg az akkori utazóközönség előtt, de a város határában már 10 évvel előtte, 1871 óta húzódott a Miskolc–Bánréve–Ózd-vasútvonal. Kezdetben a teherforgalom lebonyolítása zajlott itt, majd pár év múlva a személyforgalom is megkezdődött a szakaszon. Mindig is jelentős szerepet töltött be az itt jelenlévő iparnak és a környéki szén és vasérc termelésének köszönhetően, melyet a közeli Borsodi Ércelőkészítő Műbe továbbítottak, onnan kohókba. 1912-ben megnyitották a Kazincbarcika–Rudabánya vasútvonalat, elsődlegesen szintén teherforgalomra, majd először Ormospusztáig (ma Ormosbánya) személyszállítás is folyt, aztán teljes vonalon. Körülbelül ezzel egyidőben a Kazincbarcika–Rudolftelep-vasútvonal is használatba lett véve.
Két megállóval rendelkezett és rendelkezik mai napig: 
- Kazincbarcika alsó (régebben Sajókazincz mh.), 2 vágányos.
- Kazincbarcika vasútállomás (régebben Barczika), 9 vágányos, váróteremmel, jegykiadással rendelkező felvételi épület

A '90-es években a rudolftelepi vonalat, majd 2007-ben a rudabányai vasútvonalat is megszűntették és sorra a környéki iparvágányokat a kihasználatlanság, valamint az egyre csökkenő teherforgalom végett. Napjainkban a Miskolc – Bánréve – Ózd viszonylaton személyvonatos és tehervonatos közlekedés is folyik, Miskolctól Kazincbarcikáig villamosított pályaszakaszon. Borsod-Abaúj-Zemplén 2 legnagyobb városa, Miskolc és Ózd között ütemes menetrend szerint egy-kétóránként indulnak Bzmot motorvonatok.
2022. tavaszán több évtized szüneteltetés után ismét elindították a Sajó Expresszvonatot, mellyel átszállásmentesen érhető el munkaszüneti napokon a budapesti Keleti pályaudvar, a fővárosba utazók gyors odajutása érdekében. A 2 óra 45 perces menetidejével szemben leveri az 1054-es autóbuszvonalon meglévő 3 óra 20 perces menetidőt a fővárosba autóbuszon. 
Az alábbi táblázat a borsodi város és a főváros közötti tömegközlekedést mutatja be autóbuszon és vasúton. 
|                         | Busz | Vasút                                                                                     |
| ----------------------- | --- | ----------------------------------------------------------------------------------------- |
| Megtett táv             | 191–193 km | 208 km                                                                                    |
| Érintett települések    | - Budapest XIV. kerület - (Gyöngyös) - (Halmajugra) - (Karácsond) - (Detk / Ludas) - (Kápolna) - (Kerecsend) - Eger - Szarvaskő - Mónosbél - Bélapátfalva - Szilvásvárad - Nagyvisnyó - Dédestapolcsány - Bánhorváti - Nagybarca - Vadna - Sajóivánka - Kazincbarcika | - Kazincbarcika - Sajószentpéter - Sajóecseg - Miskolc-Gömöri - Gödöllő - Budapest-Keleti |
| Menetidő                | 200–225 perc | 165 perc                                                                                  |
| Gyakoriság              | - naponta: 7 pár | - munkaszüneti napokon: 1 oda                                                             |
| Követési idő            | 120 perc | –                                                                                         |
| Menetjegy ára (felnőtt) | 3410 Ft | 3990 Ft                                                                                   |